# 루이지 마스트란젤로
루이지 마스트란젤로(이탈리아어: Luigi Mastrangelo, 1975년 8월 17일~)는 이탈리아의 은퇴한 배구 선수로 포지션은 미들블로커이다. 선수 활동 경력을 전부 이탈리아 리그에서 보냈으며, 피에몬테 볼리 소속 시절인 2010년에 리그 우승을 달성했다. 
국제 대회에서 이탈리아 배구 국가대표팀의 일원으로 활약했으며, 올림픽에 4번(2000년, 2004년, 2008년, 2012년) 참가하였으며, 2004년 올림픽에서 은메달, 2000년과 2012년 올림픽에서 동메달을 획득했다.